# Hirciîcina, Dunaiivți
Hirciîcina (în ucraineană Гірчична) este o comună în raionul Dunaiivți, regiunea Hmelnîțkîi, Ucraina, formată numai din satul de reședință.

## Demografie
Componența lingvistică a comunei Hirciîcina
     Ucraineană (97,68%)
     Rusă (1,09%)
     Alte limbi (0,41%)
Conform recensământului din 2001, majoritatea populației comunei Hirciîcina era vorbitoare de ucraineană (97,68%), existând în minoritate și vorbitori de rusă (1,09%).